# Simon Quaglio
Pour les articles homonymes, voir Quaglio.
Simon Quaglio, né le 23 octobre 1795 à Munich, et mort le 8 mars 1878 dans la même ville, est un artiste peintre et lithographe bavarois.

## Biographie

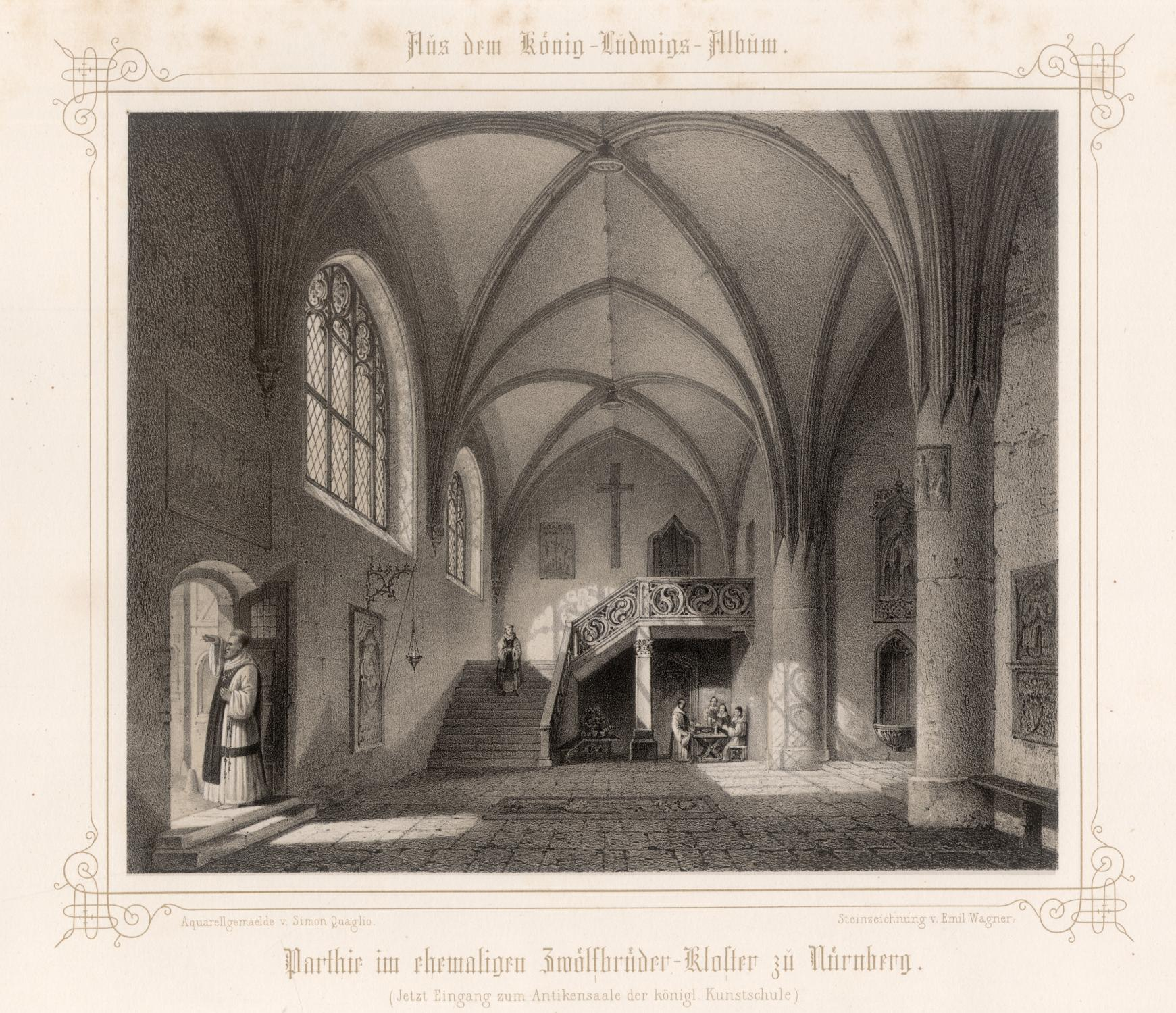
Nuremberg - Les douze frères Landau, lithographie de vers 1850.

Né le 23 octobre 1795 à Munich, Simon Quaglio est le quatrième fils de Giuseppe Quaglio. Il est l'élève de son père et de son frère aîné Angelo Quaglio l'Ancien.
En 1814, il est peintre au théâtre de la cour de Munich.
Il est mort le 8 mars 1878 dans sa ville natale.